# زکوپانه
زکوپانه (به لاتین: Zakopane) یک شهر در لهستان است که در Tatra County واقع شده‌است.

## خصوصیات
زکوپانا ۸۴ کیلومترمربع مساحت و ۲۷٬۴۸۶ نفر جمعیت دارد.

## خواهرخوانده
شهرهای زیگن و سنت دی خواهرخوانده‌های زکوپانا هستند.

## نگارخانه

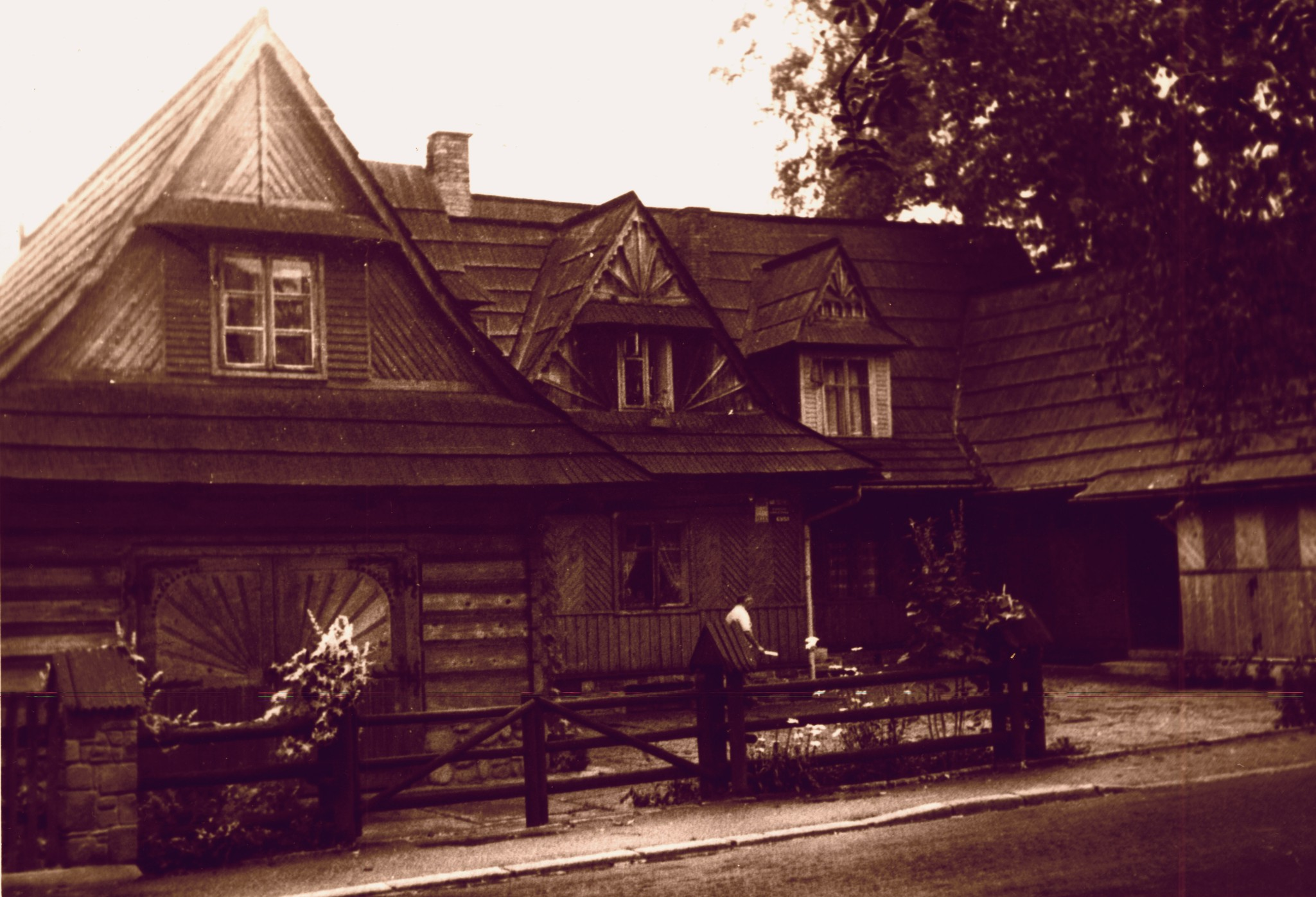
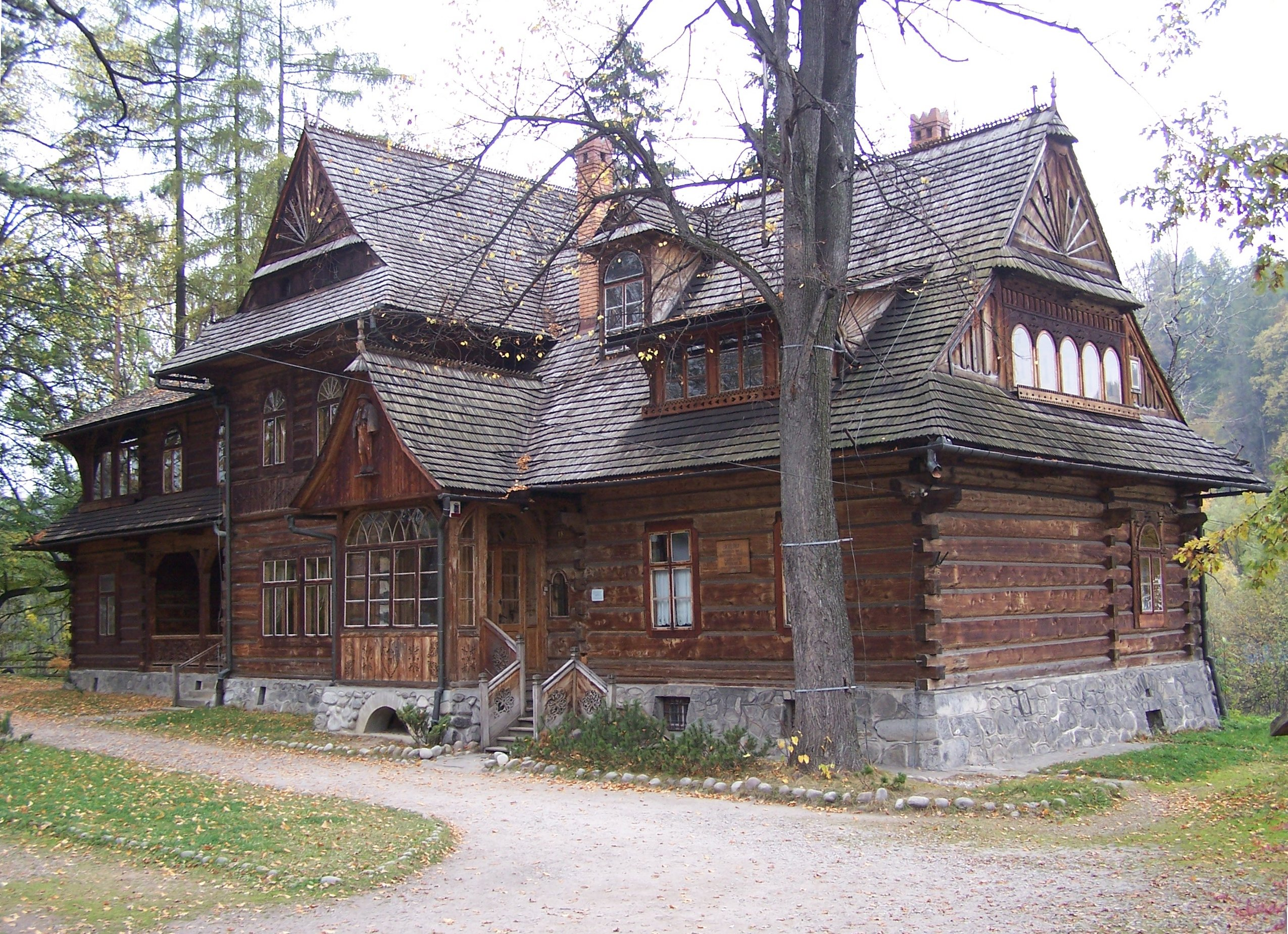
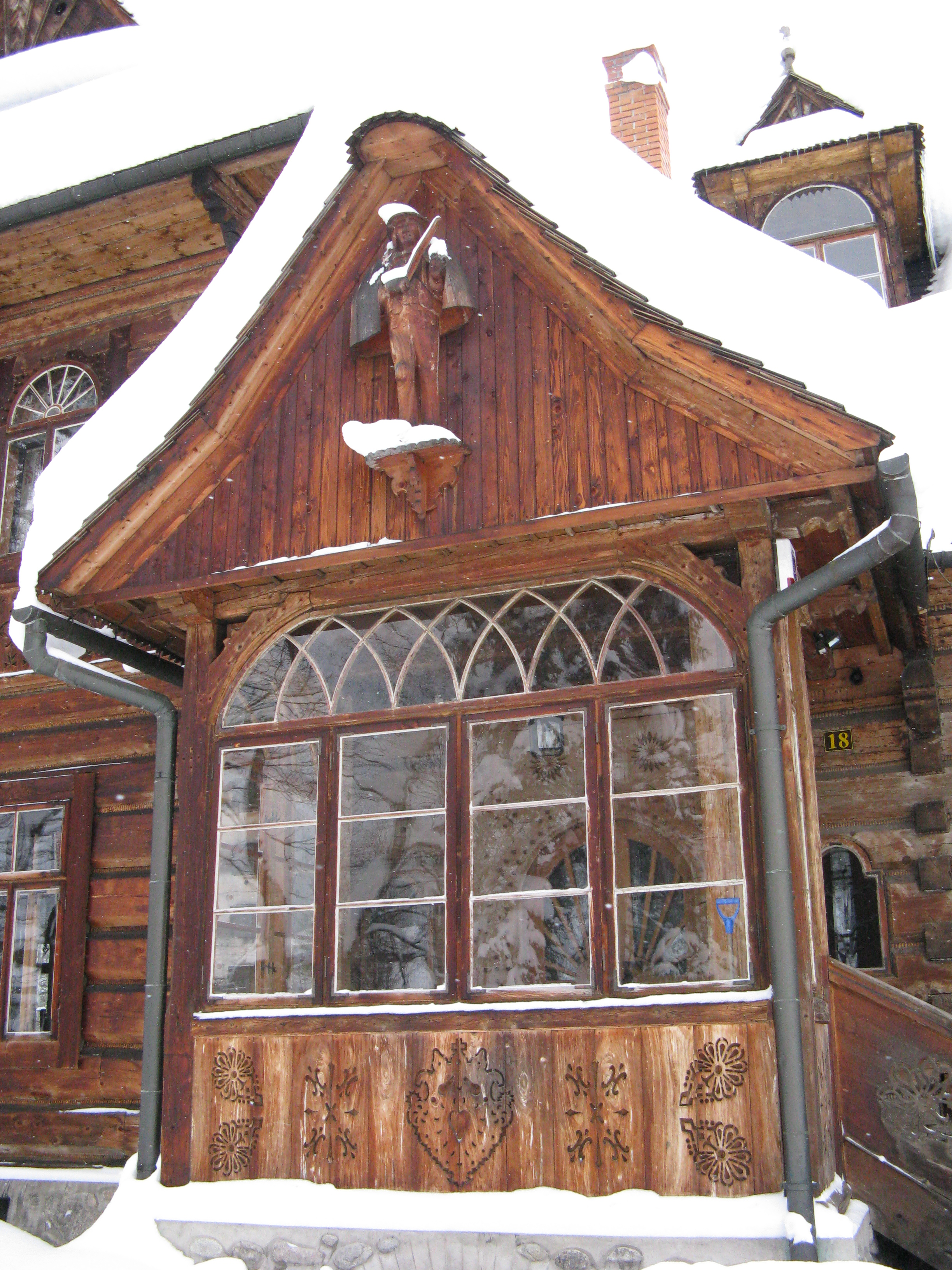
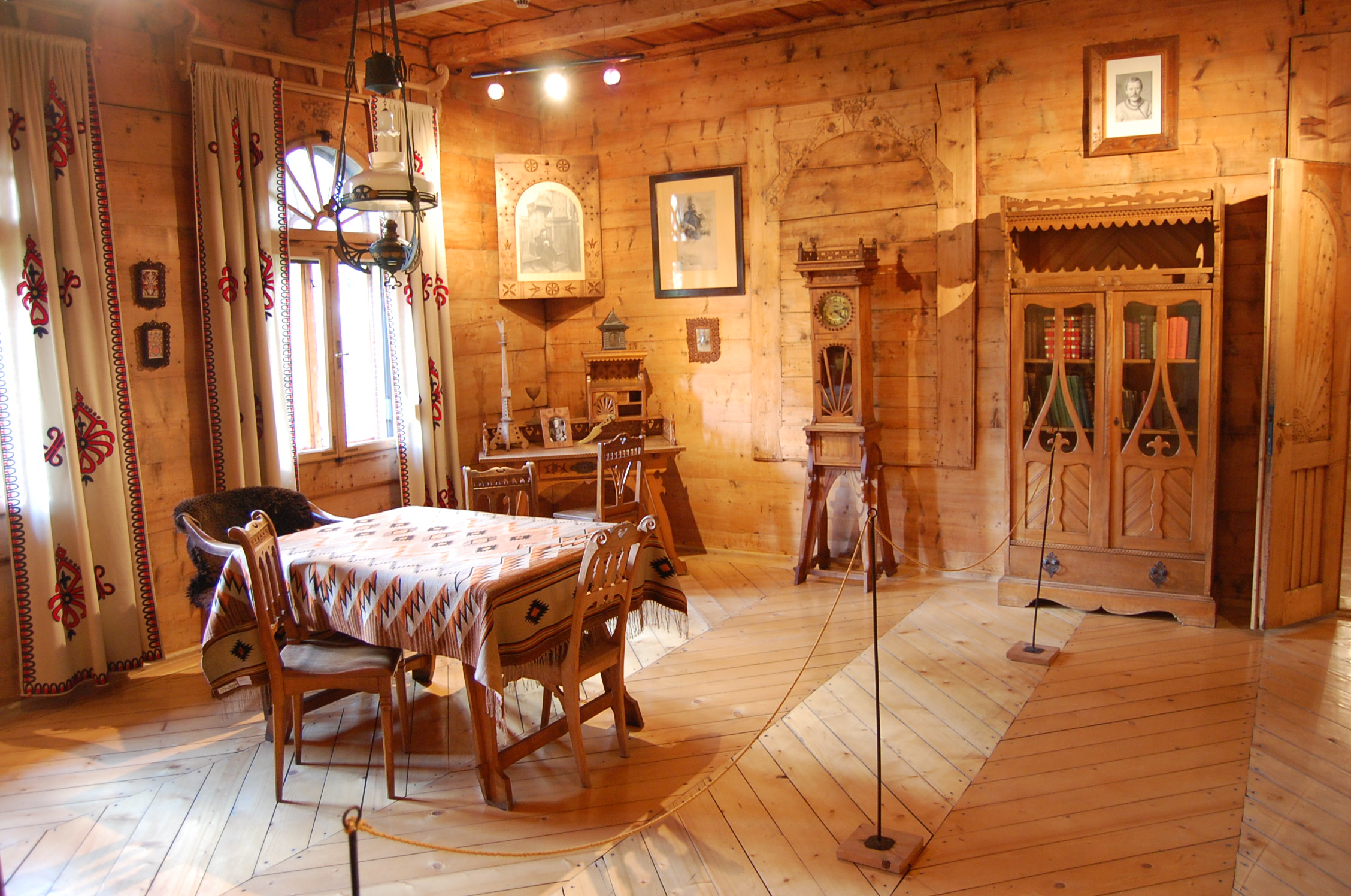
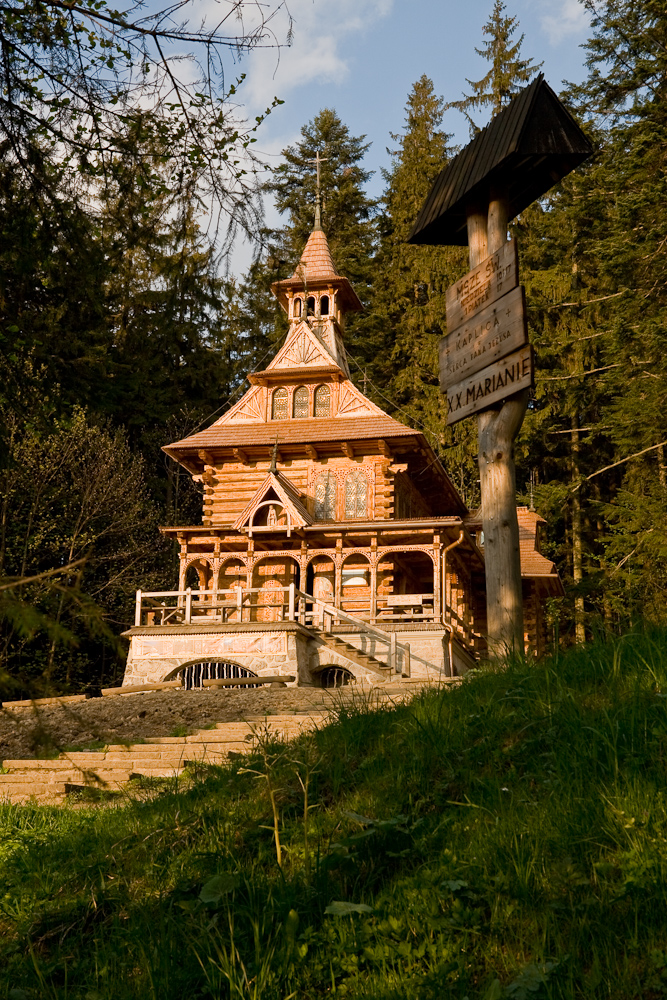
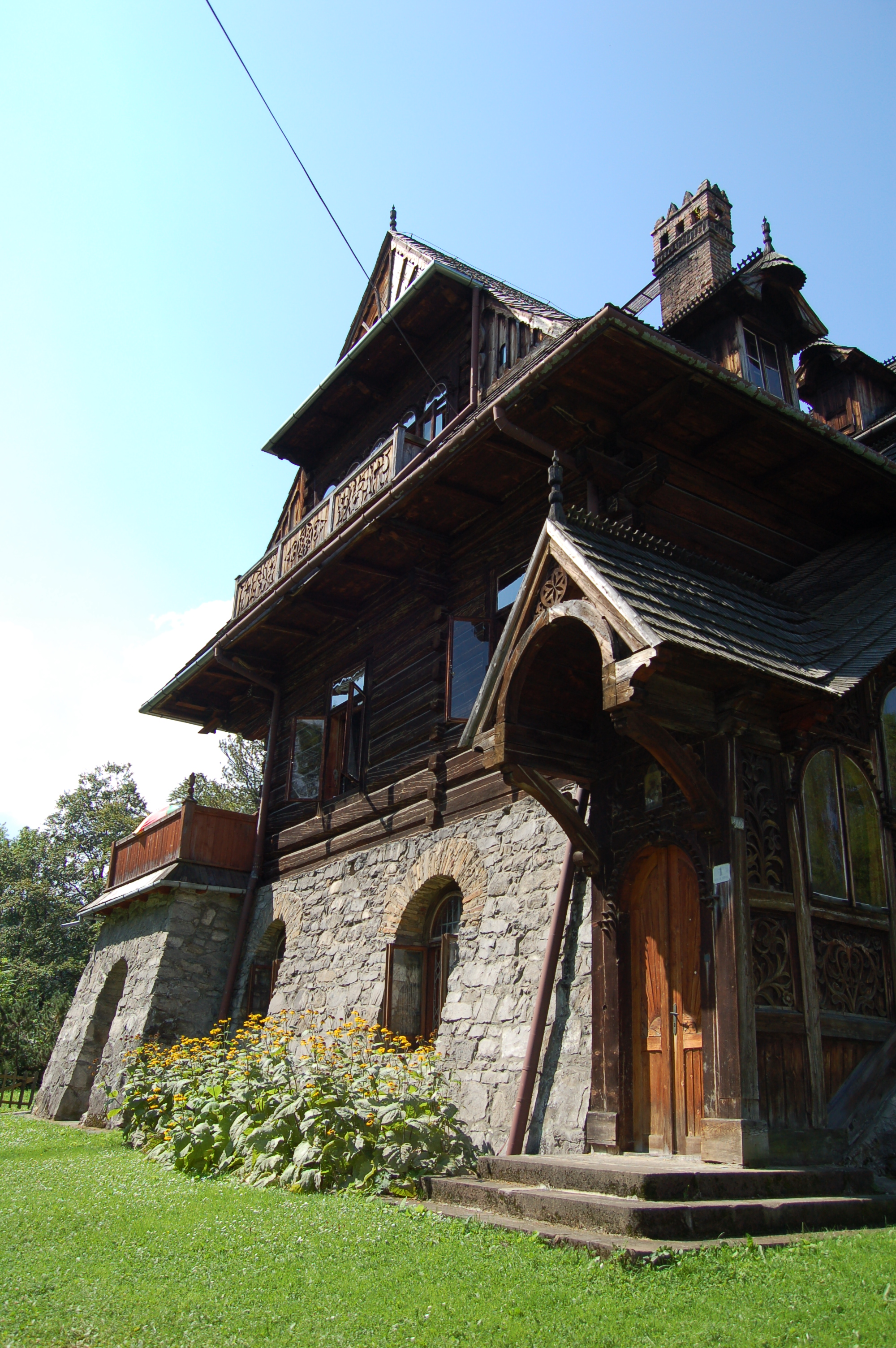
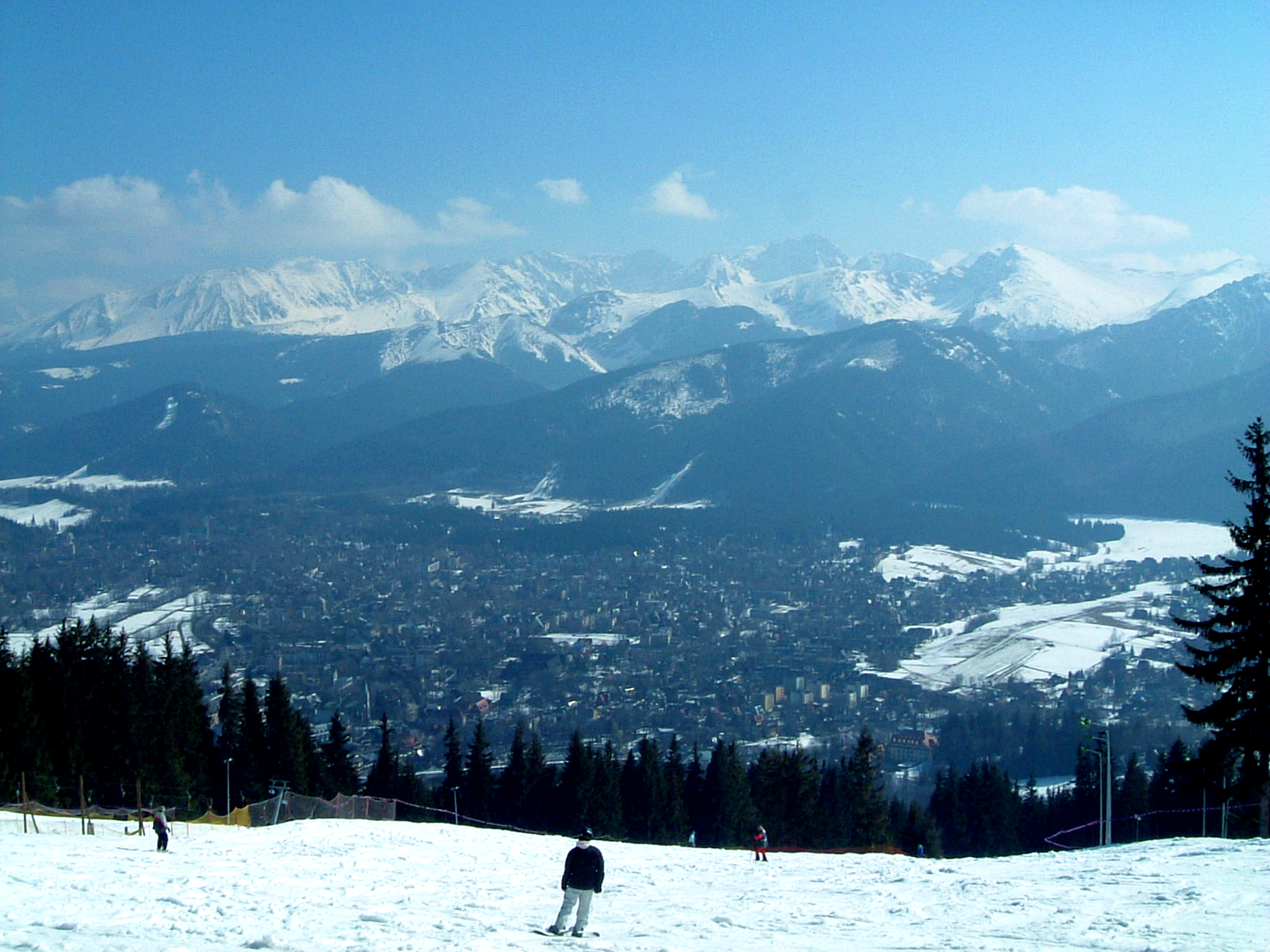
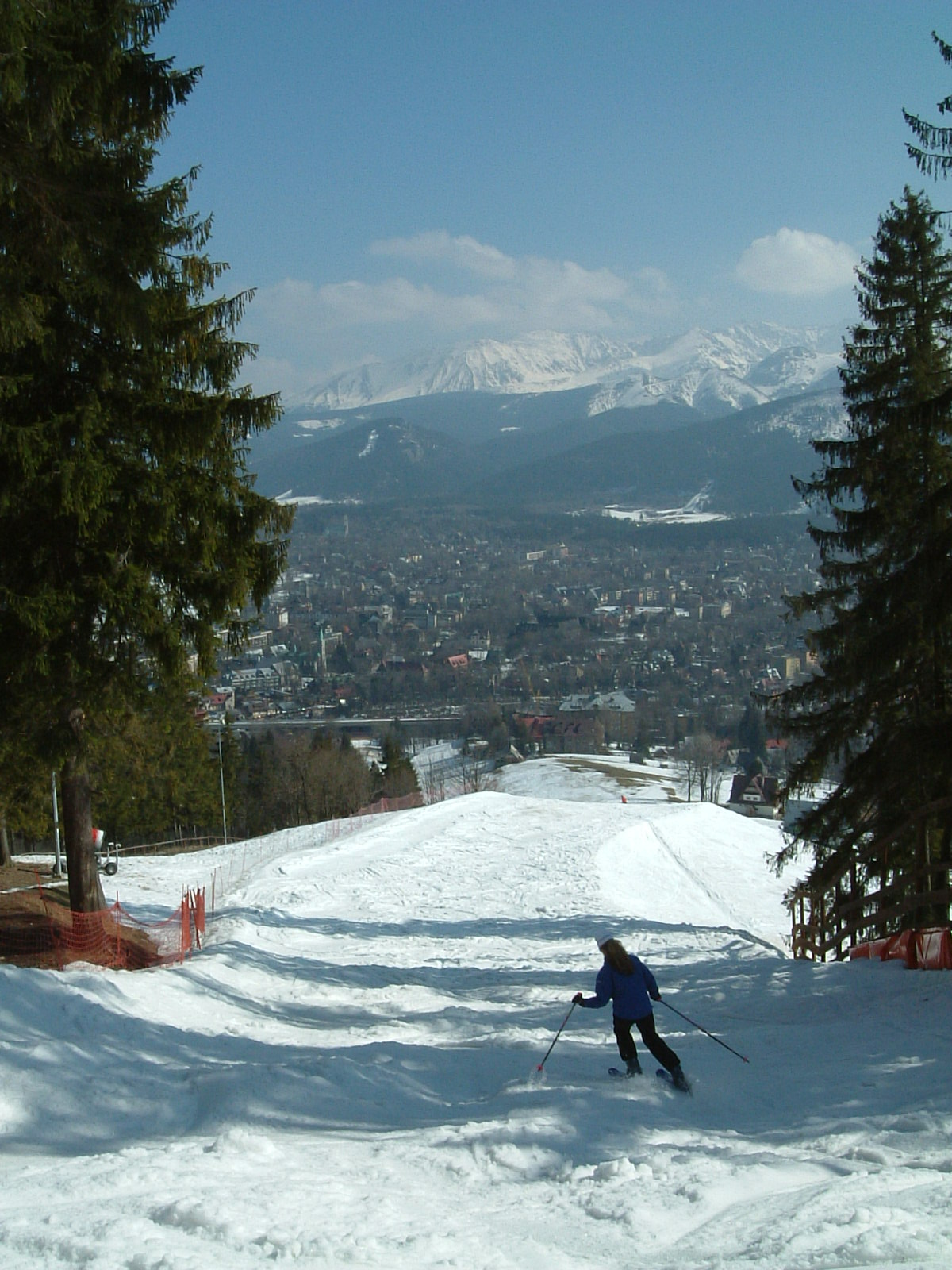
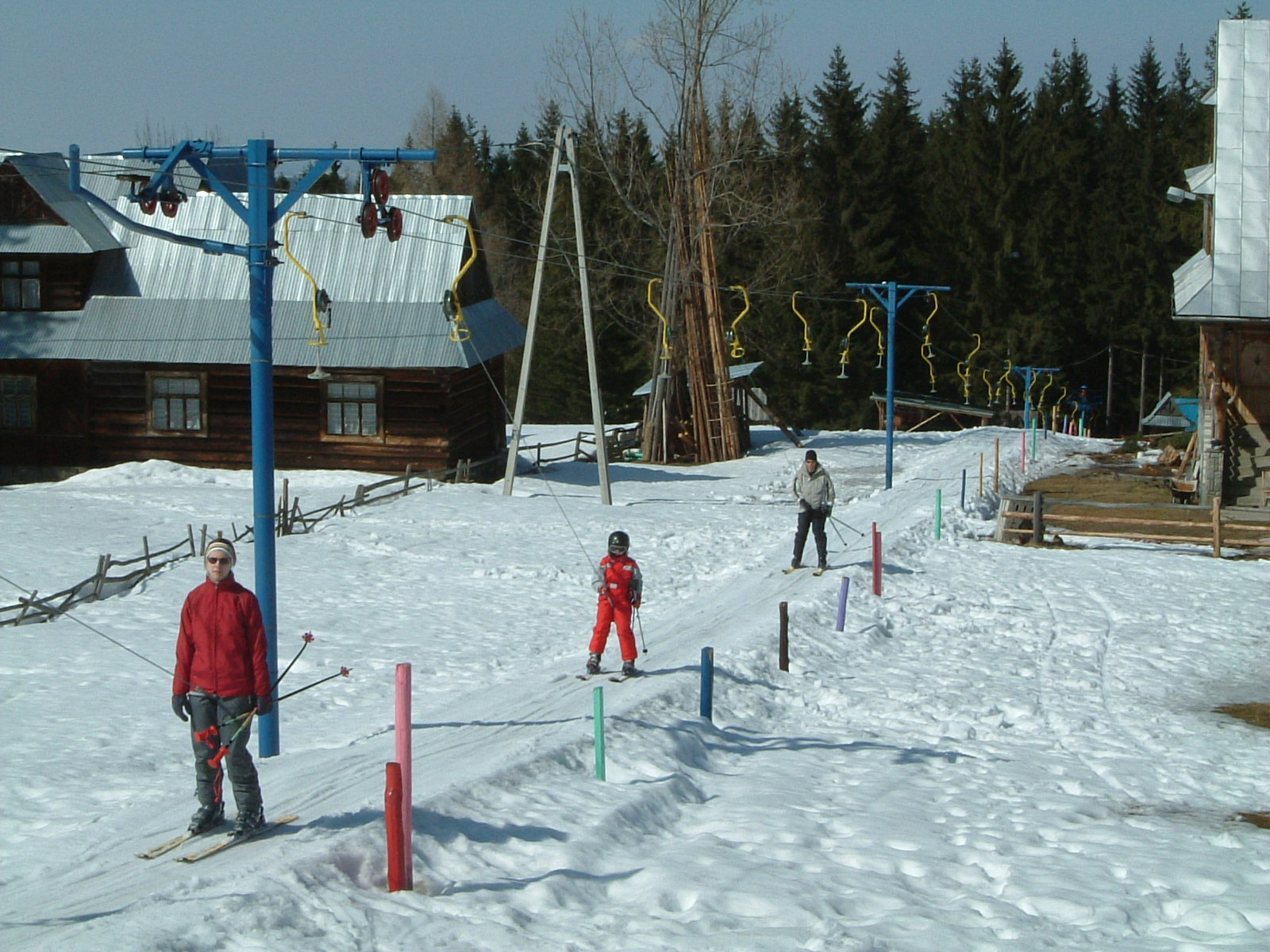
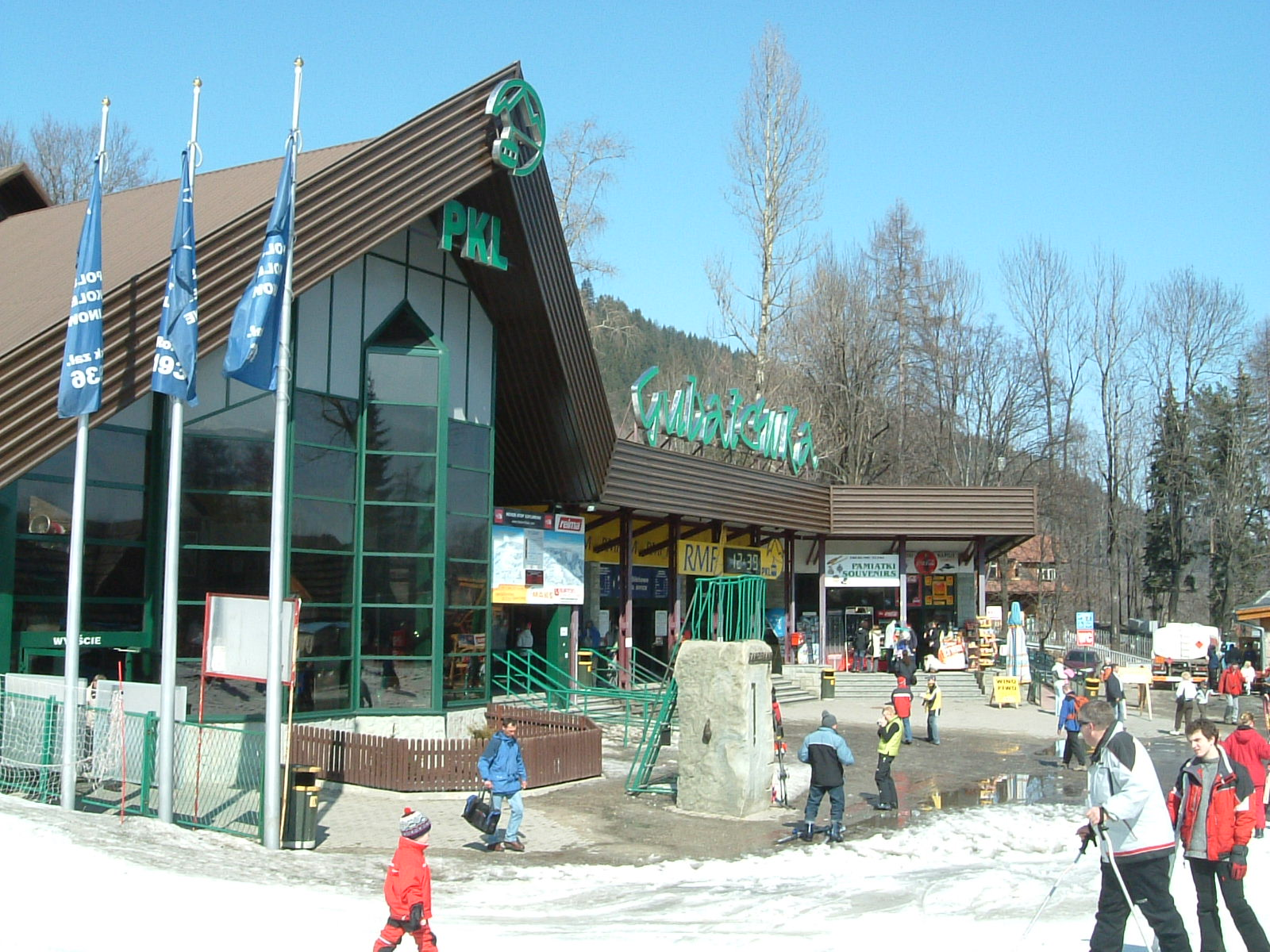
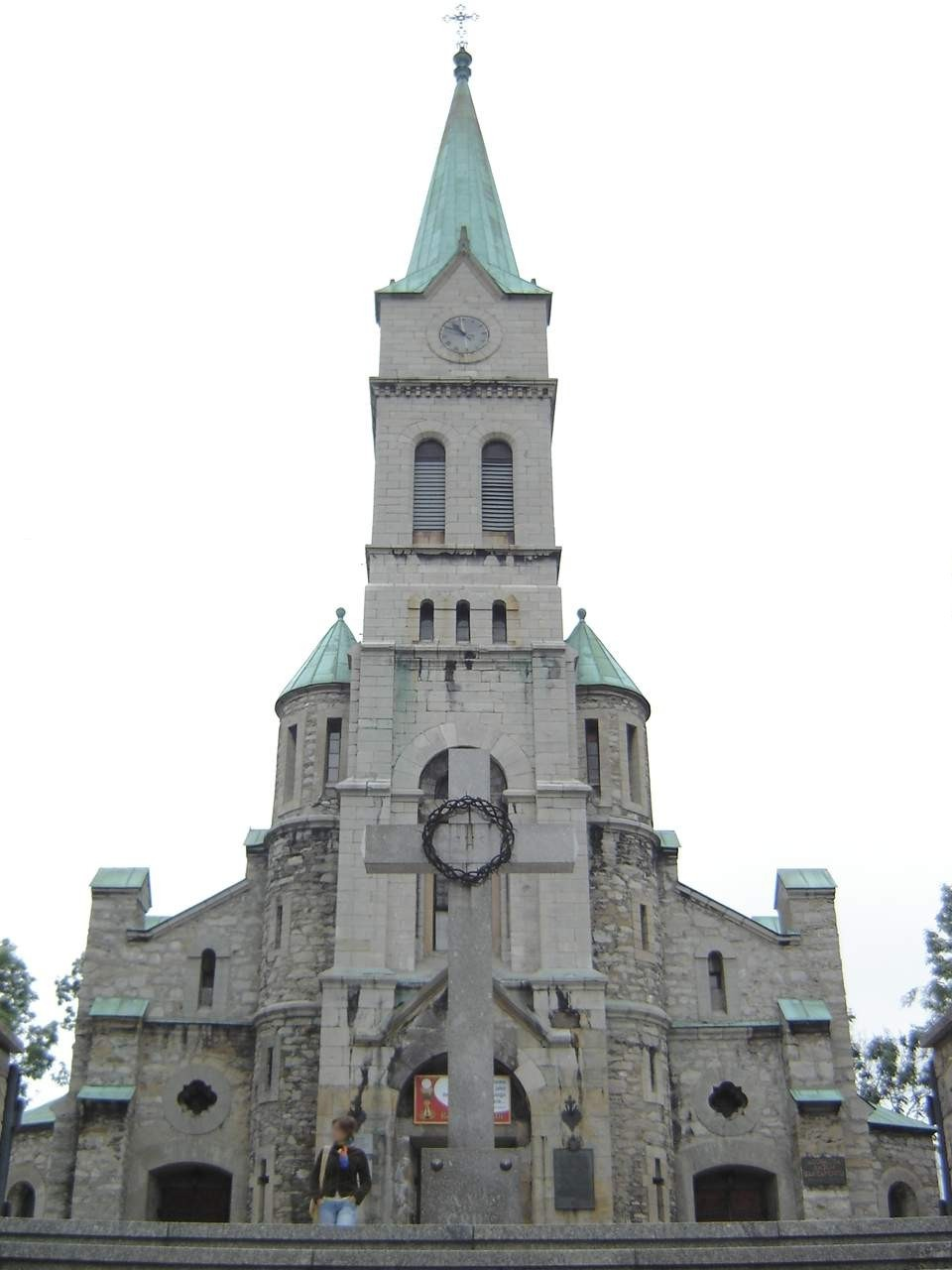
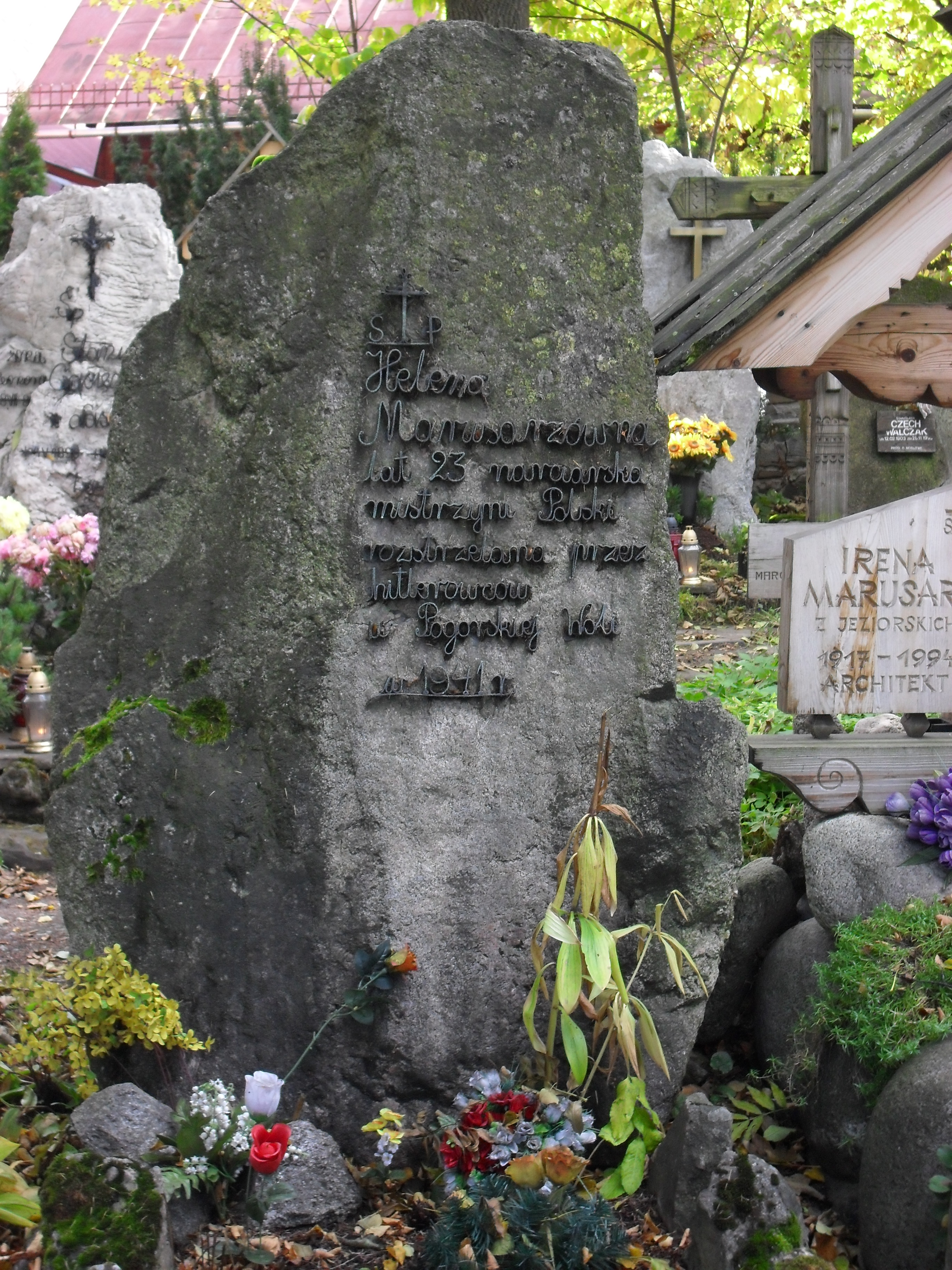
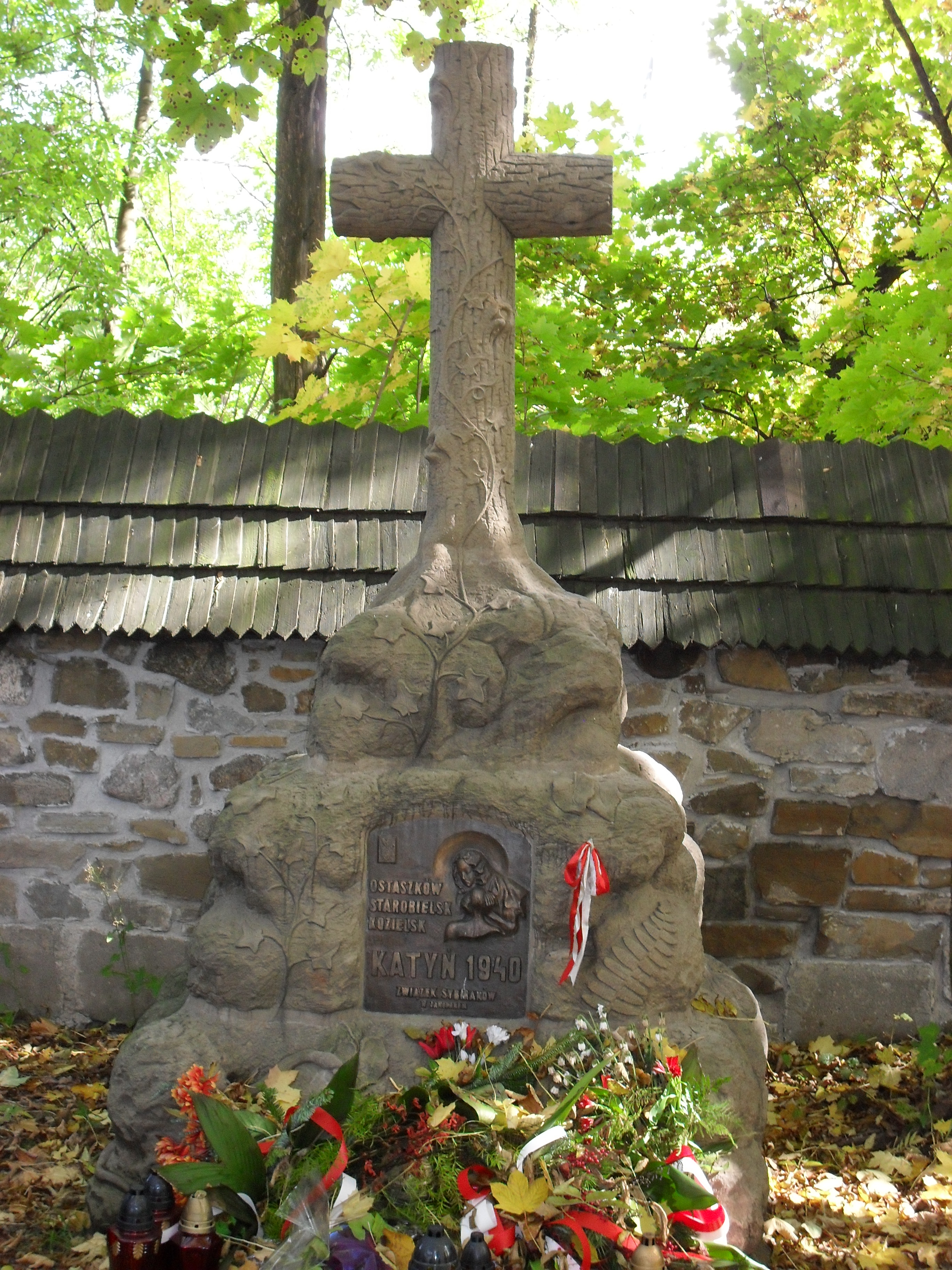
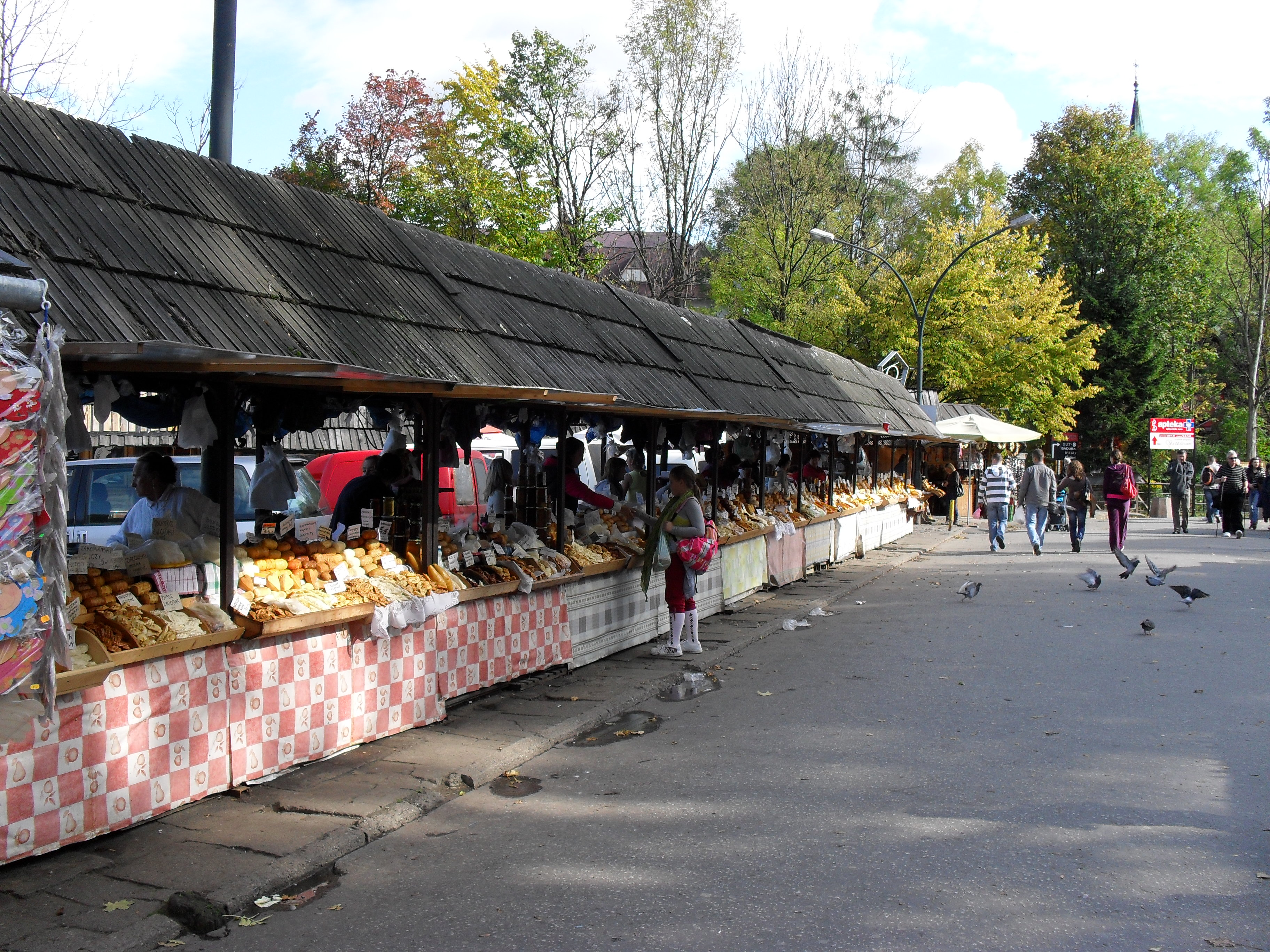
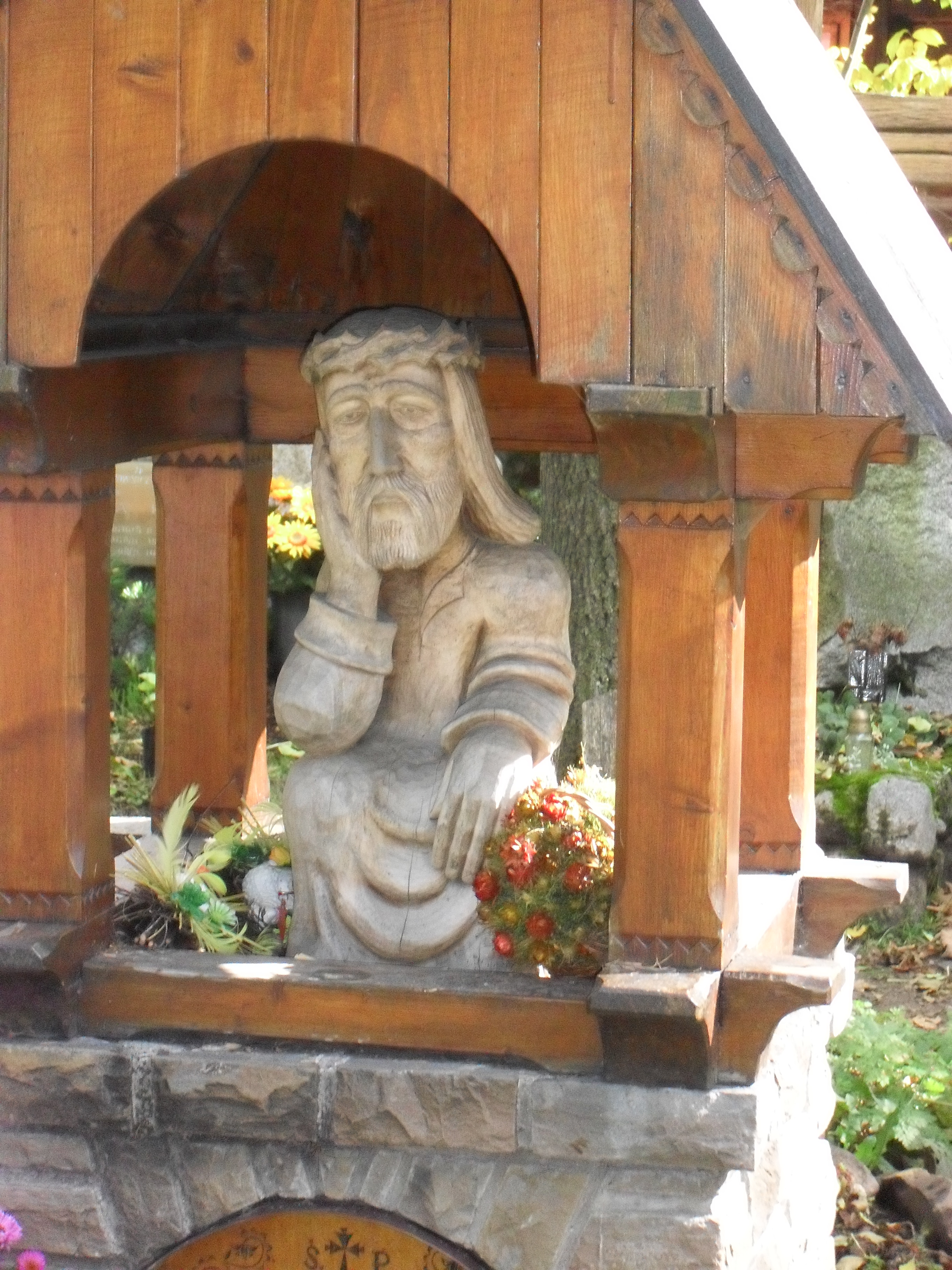